# Груденков, Андрей Степанович
Андрей Степанович Груденко́в (1902—1986) — советский военный врач, полковник медицинской службы.

## Биография
Родился 2 (15 октября) 1902 года в деревне Калиновая ((ныне Могилёвский район, Могилёвская область, Беларусь). Член ВКП(б).
В 1913—1919 годы — крестьянин в родительском хозяйстве.
В 1919—1923 годы — сельский активист, секретарь сельсовета.
В 1923—1924 годы — слушатель Могилевской губпартшколы.
В 1924—1926 годы — военнослужащий РККА в частях ОГПУ.
Окончил рабфак при Киевском медицинском институте, Ленинградскую ВМА имени С. М. Кирова.
В 1933—1965 годы — научный сотрудник НИИ эпидемиологии и гигиены Красной армии / НИИ эпидемиологии и гигиены Министерства обороны СССР
Умер 3 декабря 1986 года.

## Награды
- два орден Ленина (1942, 1953)
- орден Красного Знамени (1947)
- орден Красной Звезды (1944)
- Сталинская премия третьей степени (1948) — за разработку и внедрение в промышленность новых методов получения вакцин, бактериофагов и антибиотиков